# Flughafen Lubumbashi

i7
i11
i13
Der Lubumbashi International Airport, bis zur Unabhängigkeit Elisabethville Airport (IATA-Code: FBM, ICAO-Code: FZQA), ist der internationale Flughafen der Stadt Lubumbashi in der Demokratischen Republik Kongo. Er war das Drehkreuz der Korongo Airlines.

## Fluggesellschaften und Ziele
Der Flughafen wird überwiegend von afrikanischen Fluggesellschaften wie z. B. Ethiopian Airlines, South African Airways und Proflight Zambia angeflogen. Zudem flog Korongo Airlines von Lubumbashi nationale Ziele an.

## Zwischenfälle
- Am 15. September 1961 wurde eine Douglas DC-4-1009 der belgischen Sabena (Luftfahrzeugkennzeichen OO-ADN), betrieben für die kongolesische Air Katanga, auf dem Elisabethville Airport (Kongo-Léopoldville) durch ein katangisches Kampfflugzeug des Typs Fouga Magister bombardiert und mit einer 100-pounds-Bombe zerstört. Über Personenschäden ist nichts bekannt.[3]

- Am 1. Juni 1979 wurde eine Armstrong Whitworth Argosy C.1 der deutschen OTRAG (9Q-COE) auf dem Flughafen Lubumbashi-Luano derart hart gelandet, dass sie irreparabel beschädigt wurde. Personen kamen nicht zu Schaden.[4]